# Papinska inkvizicija
Papinsku rimsku inkviziciju ustanovio je papa Grgur IX., a istražni je postupak bio povjeren posebnim papinim povjerenicima. Dok je crkvena hijerarhija moralno sve dublje padala (ponajviše u X. stoljeću - pornokracija u papinskom Rimu), u to vrijeme "heretici, uzajamno ne povezani pojedinci, obični ljudi i poneki fanatici, držeći se Kristove nauke, kako je prikazana u Bibliji žele popraviti prilike u crkvi i svijetu. Za vrijeme Grgura VII. (1075. – 87.) pape kao "namjesnici Kristovi" počinju tražiti vrhovnu i univerzalnu vlast na Zemlji. "Heretici" su smatrali Rimskog papu neprijateljem pravoga Boga, a Isusa Krista smatrali su poglavarom crkve. Tada dolazi papa Grgur IX. te u razdoblju (1231. – 1235.) počinje slati svoje delegate (inkvizitore) kao suce koji su djelovali usporedno s nadležnim biskupom.

## Tijek
Grgur IX. 1234. g. daje Dominikancima "privilegiju" da budu inkvizitori, ali je ta ista privilegija 1246 protegnuta i na Franjevce. Time je osnovana inkvizicija heretičke opačine (lat. inquisitio haereticae pravitatis).

### Postupak papinske inkvizicije
Postupak papinske inkvizicije, jer nije određen samo jednim jedinim papinskim dokumentom, doživio je razvoj tijekom godina. Ipak, u cijelom razdoblju postojala je osoba inkvizitora koji je, čim je došao na mjesto koje mu je bilo određeno, morao pokazati pismo s punomoći za obavljanje te službe mjesnom vlastelinu, kojemu je objašnjeno koje su njegove dužnosti u zaštiti inkvizitora, pod prijetnjom izopćenja.
Potom je inkvizitor imenovao svoj sud koji se sastojao od jednog vikara, nekoliko povjerenika, nekoliko »dobrih ljudi« (lat. boni viri), nižih službenika (koje je davao mjesni vlastelin), zatvorske čuvare (ako je inkvizitor imao i svoj zatvor), bilježnike itd. Uz inkvizitora ili njegovog vikara uvijek je sjedio mjesni biskup ili njegov izaslanik. Inkvizitor nije mogao sam donijeti nijednu odluku, već uvijek uz suglasnost biskupa.
Prije nastavka postupka, bile su objavljene dvije odredbe: jedna o vjeri, koja je svima nalagala da prijave krivovjerce i njihove suradnike; a druga o milosti, koja je određivala razdoblje (obično od mjesec dana) u kojem je svaki krivovjerac koji se sam javio bio pomilovan. U isto vrijeme inkvizitor je započeo sa svojom službenom inquisitio.
Svi koje su javne izjave, tajna istraga, prijava ili izjave svjedoka optuživale za krivovjerje, dovođeni su pred inkvizitora. Osim u najtežim slučajevima, nije bio predviđen pritvor, nego su na upite inkvizitora odgovarali kao slobodni ljudi. Optuženi je najprije bio pozvan da dade prisegu nad evanđeljem »quod super facto haeresis, tam de se quam de omnibus aliis, puram, plenam et meram diceret veritatem.« Svaki svjedok (i optuženik) koji ne bi htio položiti prisegu nad evanđeljem, smatrao bi se lažnim svjedokom.
Optuženik je mogao odmah priznati svoje pogreške i u tom se slučaju zaključivao prostupak. U suprotnom, ovisilo je o stanju tužbe kako će se nastaviti. Obično je za presudu bila dovoljna potvrda dvojice svjedoka, no nitko nije smio biti optužen »sine lucidis et apertis probationibus vel confessione propria.« U slučaju da nije bilo svjedoka, a inkvizitor je do informacije o nečijem krivovjerju došao svojom tajnom istragom, optuženi je morao priznati svoje krivovjerje kako bi ga osudili. Tu je dolazila do izražaja inkvizitorova vještina govora i navođenja optuženog na priznanje.
O toj vještini postoji svjedočanstvo inkvizitora Davida Habsburgovca koji navodi sljedeća sredstva uvjeravanja:
- strah od smrti (optuženom je davano do znanja da će vjerojatno umrijeti ne bude li priznao);
- pritvor
- prijetnja o postojanju svjedoka
- posjet u pritvoru dvoje ljudi fideles et providi (obično pripadnika iste sljedbe koji su se obratili od krivovjerja)
- mučenje koje je, prema naputku pape Inocenta IV. Ad extirpanda (15. svibnja 1252.), smjelo biti uporabljeno samo u onim slučajevima u kojim postoje očiti dokazi (vehementer); a smjelo se primijeniti samo uz privolu mjesnog biskupa i nije se smjelo ponavljati. Priznanja dobivena pomoću mučenja morala su biti potvrđena i drugim dokazima. U slučaju da optuženik koji je bio mučen nije priznao prijestup, morao je biti pušten na slobodu i oslobođen optužbi. Ovom bulom, papa Inocent IV. samo je uskladio praksu papinske inkvizicije s tadašnjim svjetovnim sudstvom.

Optuženi je morao biti točno obaviješten o optužbama protiv njega, premda nije bio suočavan sa svjedocima. Ipak, morao je reći ima li nekih neprijatelja među ljudima, a svjedočanstva tih neprijatelja nisu smjela biti uzimana u obzir. Optuženi se smio braniti od optužbi, a od 14. stoljeća morao je imati i odvjetnika.
Pravnu borbu optuženi je mogao na dugo rastezati, jer nije bio ograničen broj svjedoka koje je mogao pozvati, a u konačnici, mogao se pozvati i na Svetu Stolicu, te pred njom zatražiti suđenje.
Prije proglašavanja presude, inkvizitor se morao savjetovati s porotom, koja je često bila i vrlo brojna, a sastojala se od »iskušanih ljudi« (lat. probi viri), koji su morali izreći svoje mišljenje o počinjenom prijestupu, o krivnji ili ne, te o kazni. Inkvizitor i biskup, premda, čini se, nije bilo pravne obveze za to, obično su se pridržavali odluka porote.
Kakve su bile kazne, može se vidjeti iz primjera inkvizitora Bernarda di Guida u razdoblju od 1308. do 1323. On je u tom vremenu odredio 139 oslobađanja optuženika, 132 postavljanja križa (osuđenici su morali prišiti križeve u raznim bojama na svoju odjeću), 9 osuđenih na hodočašće u Svetu zemlju, 143 na vojnu službu u Svetoj zemlji, 307 na zatvor; 17 na zatvor da su kojim slučajem živi (u procesima protiv pokojnih krivovjeraca); 42 na predavanje u svjetovne ruke; 69 eshumacije tijela (u procesima protiv pokojnih krivovjeraca); 2 na svođenje u niži stalež; 2 na izlaganje na ljestvama; 1 na progonstvo i 22 na uništenje kuće.
Presuda je morala biti izrečena javno uz posebnu ceremoniju koja se nazivala sermo generalis.

### Ostali događaji oko papinske inkvizicije
Na početku je eventualno zaplijenjena imovina pripadala samo svjetovnoj vlasti, no doskora su pape počele tražiti svoj ortački dio[nedostaje izvor], pa se u Njemačkoj, Francuskoj i Italiji uobičajilo da svjetovna i crkvena vlast dijele heretički pljen na pola. Uskoro pape se nisu zadovoljavale "običnim hereticima", pa je papa Aleksandar IV. uključio u nadležnost inkvizicije i čarobnjačke čine (magiju), ako oni zaudaraju na herezu (quae saperant haeresim). Doskora pape Nikola V. (1451.) i Inocent VIII. (1484.) predavale su inkvizitorima "čarobnjake" i "vještice" svih vrsta[nedostaje izvor], išlo se i dalje pa su preljub, konkubinat, svetogrđe, nedopuštena vjerska literatura i lihva potpali pod nadležnost inkvizitora[nedostaje izvor]. Nakon akcija protiv albigenza, katara i bogumila, sljede akcije protiv Valdežana, odmetnutih franjevaca, a od 1307. – 1312. i protiv templara. U ovom posljednjem slučaju, primjerice, ponovno dolazi do izražaja kolika je u svemu bila uloga svjetovne vlasti. Postupke protiv templara iznudio je, a potom i provodio francuski kralj Filip IV. Lijepi, koji je inače bio u sukobu s papinstvom. U Njemačkoj koja se inače odupirala inkviziciji već od 1231. inkviziciju provodi fratar dominikanac Konrad von Marburg, što naravno nije imalo veze s kasnijom papinskom inkvizicijom. Von Marburg je ubijen 1233. godinu dana prije prvog spomena nečeg što bi se moglo nazvati papinskom inkvizicijom.

## Posljedice
Inkvizicija je prižila široke mogućnosti za osvete neprijateljstva, spletke, podlosti, pokvarenosti i drugih zala, a naročiti poticaj za "istragu" protiv "heretika" bila je njegova imovina.
Broj žrtava nije moguće niti približno utvrditi, smatra se da je bilo nekoliko stotina tisuća žrtva[nedostaje izvor]. Zbog sukoba s katoličkim naukom talijanski renesansni filozof i dominikanac Giordano Bruno gol je na lomači kao heretik spaljen na Rimskom trgu Campo de' Fori 17. veljače 1600. od strane svjetovnih vlasti. Ni John Frith engleski protestantski vjerski reformator nije imao veće sreće spaljen je na lomači u Smithfieldu izvan Londona 4. srpnja 1533. zbog odbacivanja nauka o čistilištu i transupstancijaciji. Jan Hus spaljen je zbog vjerovanja da je Isus Krist poglavar crkve i jedini posrednik između Boga i čovjeka 6. srpnja 1415. u Konstanzi, Njemačka, Lord Cobham spaljen je iz istog razloga dvije godine ranije, Louis de Berquin biva spaljen na lomači 17. travnja 1529. u Parizu. Girolamo Savonarola također je odbio papino tumačenje Svetog pisma, te je 23. travnja 1498. spaljen na trgu Piazza della Signoria. William Tyndale spaljen je pak 6. listopada 1536. zbog tvrdnje da je nauk o čistilištu papinska izmišljotina. U svim ovim slučajevima pogubljenje su izvršile svjetovne vlasti.
S druge strane, protestanti kasnije nisu prezali od sličnih metoda provođenja svojih pogleda na svijet, pa su poznati kako na kontinentu, tako i u Engleskoj, primjeri brojnih katolika mučenih zbog njihove vjere, potput Marka Križevčanina, Melkiora Gradeca i Stjepana Pongraza (mučeni i ubijeni u Košicama 7. rujna 1619.). Tu je još, na primjer, i Fidel Sigmaringenski (mučen i ubijen 1622.) ili Ivan Sarkander kojega su protestanti 14. veljače 1620. tri sata rastezali, potom ponovno 17. veljače i konačno 18. veljače kad je i podlegao mukama. Razlika je bila samo u tome što kod njih nije bilo nikakva propisanog sudskog postupka, nego se radilo o arbitrarnim odlukama lokalnih protestantskih moćnika. Dokle je to moglo dovesti, pokazuje primjer minsterskog slučaja, kad je Jan Bockelson, uveo je u Münsteru obveznu poligamiju, pravdajući to vjerskim razlozima, te se oženio s 15 žena, među kojima i udovicom Matthysovom. Njegov suradnik Rothman zadovoljio se sa samo devet žena. Ovaj nasilno provođen zakon naišao je na snažan otpor. Pobuna je ugušena u krvi, a sve žene koje su odbile prisilno vjenčanje bile su podvrgnute mukama i pobijene. Prethodnik i učitelj Jana Bockelsona, Jan Matthys, iz grada je 1534. izgnao sve katolike, i to tek nakon što su ovoga protestantskog propovjednika umjereniji sljedbenici odgovorili od ubijanja svih nepokornih. Konfiscirao je sva njihova dobra, prekrstio sve one koji su ostali u gradu, zabranio privatno vlasništvo, uključujući i posjedovanje novca, te spalio sve knjige osim Biblije. U engleskoj su utamničeni, a potom 6. srpnja 1535. ubijeni, biskup John Fisher, te humanist i državnik Thomas More, samo zato što se nisu htjeli odreći katoličke vjere.